# Berger de Bosnie-Herzégovine et de Croatie
Le berger de Bosnie-Herzégovine et de Croatie, également appelé tornjak, est une race de chiens originaire de Bosnie-Herzégovine et de Croatie. La présence de chiens de berger ressemblant au tornjak est attestée dès le XIe siècle. Il était le chien de transhumance des bergers valaques en Bosnie et Croatie Cependant, l'élevage de la race ne commence qu'à partir des années 1970 par le rassemblement des chiens autochtones des montagnes de Bosnie-Herzégovine et de Croatie. La race est reconnue par la Fédération cynologique internationale (FCI) à titre définitif en 2017.
Le tornjak est un chien de montagne de taille imposante, d'aspect puissant, bien proportionné et harmonieux. La tête de forme allongée porte des oreilles tombantes de forme triangulaire. Le poil est long et fourni, avec un sous-poil laineux en hiver. La robe est à panachures blanches.
Le tornjak est un chien calme, amical et courageux. Outre son utilisation en tant que chien de berger pour la protection des troupeaux, il est doté d'aptitude comme chien de garde.

## Historique

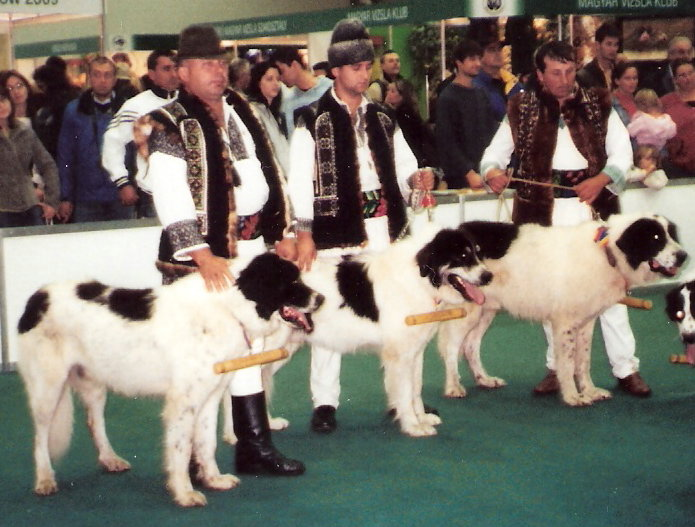
Plusieurs tornjaks présentés en exposition canine à Budapest en 2008, un an après la reconnaissance de la race à titre provisoire par la FCI.

Des écrits datant de 1067 et 1374 relatent la présence de chiens ressemblant au tornjak. La race, dont le berceau d'origine se trouvent dans les montagnes de Bosnie-Herzégovine et de Croatie, est au bord de l'extinction au milieu du XXe siècle. Les premiers efforts de préservations commencent en 1972 dans ces deux pays par le rassemblement de chiens de berger indigènes encore présents dans la région. L'élevage en race pure commence en 1978. La race est reconnue à titre provisoire par la Fédération cynologique internationale en 2007.
La race est encore très peu représentée en France. 4 inscriptions en 2011 puis 20 inscriptions en 2012 ont été enregistrées au Livre des origines français (LOF).

## Standard
Le tornjak est un chien de montagne de grande taille, d'aspect puissant, bien proportionné et harmonieux. Le corps s'inscrit quasiment dans un carré. L’ossature n’est ni légère, ni lourde ou grossière. Attachée à hauteur moyenne, la longue queue est tombante au repos et  relevée au-dessus du niveau du dos en action. La queue possède un poil abondant et fourni qui forme un panache. 
La tête est allongée, avec un museau rectangulaire aussi long que le crâne. Les yeux sont en forme d’amande et de couleur foncée. Attachées assez haut, les oreilles de dimension moyenne sont de forme triangulaire, pliées et tombantes, portées accolées aux joues. 
Le poil est long sauf sur la face et aux membres. Le poil de couverture est long, épais, rude et droit, avec un sous-poil très épais et laineux en hiver. Sur les épaules et le dos, il peut être légèrement ondulé. Le poil forme une crinière autour du cou, une culotte au niveau des cuisses, des franges le long des avant-bras et un panache sur la queue. La robe est à panachures blanches, avec des marques distinctes de couleur. La robe à dominance blanche est la plus fréquente.

## Caractère
Le standard de la Fédération cynologique internationale décrit abondamment le caractère du tornjak. C'est un chien de caractère calme, amical, courageux, obéissant, intelligent et sûr de lui. Méfiante avec les étrangers, la race est naturellement portée vers la garde. Dévoué à son maître, le tornjak est décrit comme très calme et affectueux dans son cercle familial. Intelligent, doté d'une excellente mémoire, la race serait facile à éduquer.

## Utilité
Le tornjak est un chien de berger utilisé pour la protection des troupeaux et chien de garde.